# Poeciloneta vakkhanka
Poeciloneta vakkhanka – gatunek pająka z rodziny osnuwikowatych, zamieszkujący Rosję.

## Opis
Samica posiada ciało długości 3,35 mm, karapaks długości 1,25 i szerokości 1,05 mm barwy jasnozielonawo-brązowej z ciemną wielokątną plamką pośrodku i szerokim ciemnym obrzeżeniem i odwłok długości 2,25 i szerokości 1,75 mm, ubarwiony jasno z niewyraźnym szarym wzorem na grzbietowej stronie. Samiec ma ciało 2,13 mm długie, karapaks długości 1 i szerokości 0,95 mm, ubarwiony brązowo z szerokim ciemnym pasem i ciemnym obrzeżeniem oraz odwłok 1,25 mm długi i 0,75 mm szeroki. Odnóża jasnobrązowe z ciemniejszymi wierzchołkami stawów oraz ciemnym pierścieniem na udach i stopach.

## Rozprzestrzenienie
Gatunek jest endemitem wschodniej Syberii. Znany wyłącznie z obwodu magadańskiego.